# Jonnu Smith
Jonnu Andre Smith (Filadelfia, Pensilvania, 22 de agosto de 1995) más conocido como Jonnu Smith, es un jugador profesional estadounidense de fútbol americano que se desempeña en la posición de tight end en Miami Dolphins, equipo de la National Football League (NFL).

## Carrera
Fue seleccionado en la tercera ronda en la Reunión Anual de Selección de Jugadores de la NFL de 2017. Hizo su debut profesional con el equipo Tennessee Titans, en el cual jugó cuatro temporadas (2017-2021), después pasó a New England Patriots (2021-2023), luego a Atlanta Falcons, donde jugó una temporada. Tras ser cortado por el equipo de Georgia, ha firmado un acuerdo por dos años con los Miami Dolphins.